# Relations entre la Bulgarie et la France
Les relations entre la Bulgarie et la France sont des relations internationales s'exerçant au sein de l'Union européenne entre deux États membres de l'Union, la République de Bulgarie et la République française. Elles sont structurées par deux ambassades, l'ambassade de Bulgarie en France et l'ambassade de France en Bulgarie. Les deux pays sont membres de l'Organisation du traité de l'Atlantique nord (OTAN) et de l'Organisation internationale de la francophonie (OIF).

## Histoire

### Suzeraineté ottomane et indépendance
La principauté de Bulgarie devint une entité autonome sous suzeraineté ottomane en 1878 par les traités de San Stefano et de Berlin, dont la France fut partie.
Dès le 8 juillet 1879, les relations diplomatiques furent établies entre la France et la principauté de Bulgarie. Dès 1885, la Roumélie orientale, de peuplement bulgare mais restée intégrée à l’Empire ottoman fut rattaché à la Bulgarie sans opposition des grandes puissances. Ce rattachement fut acté par la Convention de Tophané entre l'Empire ottoman et la principauté en 1886.

### XXesiècle
En 1908, après l'arrivée au pouvoir des Jeunes-Turcs dans l’Empire ottoman, le prince souverain Ferdinand Ier proclama l'indépendance de la Bulgarie, qui devint ainsi le Royaume de Bulgarie et prit le titre de tsar.

#### Première Guerre mondiale
Après les Guerres balkaniques, les velléités d'expansion bulgares  conduisirent à une division de la société bulgare entre ceux favorables à un rapprochement avec les Alliés (les libéraux) et ceux favorables à un rapprochement avec le Reich allemand (le roi, du fait de liens familiaux, et l’armée). La reconnaissance des velléités d'expansion bulgare dans les Balkans était l'un des points de négociation entre la Bulgarie et les deux grandes alliances. En parallèle, la Bulgarie formula en 1913 des demandes de prêts auprès de l'Allemagne, de la France et de l’Autriche-Hongrie. Rapidement, l'Autriche-Hongrie octroya un prêt de 30 millions de francs à la Bulgarie tandis que la France, sous la pression de la Russie hostile au gouvernement de Vassil Radoslavov, refusa d'octroyer un prêt. Dès le 5 juillet 1914, la Bulgarie accepta un prêt allemand.
Au début, la Bulgarie n’intervint pas directement mais laissa circuler la contrebande de guerre allemande à destination des armées ottomanes, tout en autorisant le survol de son territoire par des avions allemands et austro-hongrois.
Les Alliés de l'Entente lancèrent alors un ultimatum à la Bulgarie, exigeant la rupture des relations avec les puissances centrales. Le 23 septembre 1915, la Bulgarie proclama la mobilisation générale. Dans ce contexte, le général français Sarrail, dépêché sur place pour organiser un soutien direct à l'armée serbe, dut également tenter d'empêcher le rapprochement de la Bulgarie et des puissances centrales. Finalement, le 5 octobre, S.M. le roi Ferdinand refusa les termes de l'ultimatum allié, officialisant ainsi l'entrée de son royaume dans le conflit aux côtés de la Triplice.

#### Guerre froide
En octobre 1966, le Premier ministre de Bulgarie Todor Jivkov se rendit en France afin de développer les relations économiques entre les deux pays.

#### Fin duXXesiècle
La fin de la guerre froide marqua un réchauffement des relations bilatérales. Dès 19 janvier 1989, François Mitterrand se rendit en Bulgarie et rencontra quelques-uns des dissidents bulgares dont Jeliou Jelev.
En 1995, la Bulgarie déposa sa demande d'adhésion à l'Union européenne.

### XXIesiècle
Depuis l’adhésion de la Bulgarie à l'Union européenne lors de la deuxième phase du cinquième élargissement en 2007, les relations entre les deux pays ont pu se développer au sein des institutions européennes.

## Coopérations thématiques

### Culture
La langue française était la deuxième langue étrangère (après le russe) enseignée en Bulgarie jusqu'aux années 1980. À ce titre, le pays est devenu également un État membre de l'Organisation internationale de la francophonie depuis 1991.

### Fiscalité
Depuis 1987, les deux pays ont signé une convention fiscale afin d'éviter la double imposition et de lutter contre l’évasion en matière d'impôt sur le revenu.

## Sources

## Compléments